# Rajd Meksyku 2005
Rajd Meksyku 2005 (2. Corona Rally Mexico ) – 2. Rajd Meksyku rozgrywany w Meksyku od 11 do 13 marca 2005 roku. Była to trzecia runda Rajdowych mistrzostw świata w roku 2005. Rajd został rozegrany na nawierzchni szutrowej. Baza imprezy była zlokalizowana w Meksyku w miejscowości León.

## Zwycięzcy odcinków specjalnych[1]
| Dzień      | OS   | Czas  | Nazwa                           | Długość  | Zwycięzca       | Czas    | Śred. pręd. | Lider rajdu    |
| ---------- | ---- | ----- | ------------------------------- | -------- | --------------- | ------- | ----------- | -------------- |
| 1 (11 MAR) | SS1  | 09:07 | Ibarrilla – El Zauco 1          | 22.55 km | Petter Solberg  | 13:25.4 | 100,8 km/h  | Petter Solberg |
| 1 (11 MAR) | SS2  | 10:25 | Ortega – La Esperanza 1         | 29.50 km | Marcus Grönholm | 17:00.0 | 104,1 km/h  | Petter Solberg |
| 1 (11 MAR) | SS3  | 11:16 | Santana – Cubilete 1            | 21.79 km | Markko Märtin   | 11:47.7 | 110,8 km/h  | Petter Solberg |
| 1 (11 MAR) | SS4  | 14:08 | Ibarrilla – El Zauco 2          | 22.55 km | Petter Solberg  | 13:11.2 | 102,6 km/h  | Petter Solberg |
| 1 (11 MAR) | SS5  | 15:26 | Ortega – La Esperanza 2         | 29.50 km | Petter Solberg  | 16:33.7 | 106,9 km/h  | Petter Solberg |
| 1 (11 MAR) | SS6  | 16:17 | Santana – Cubilete 2            | 21.79 km | Marcus Grönholm | 11:44.6 | 111,3 km/h  | Petter Solberg |
| 2 (21 MAR) | SS7  | 09:43 | El Zauco – Mesa 1               | 25.45 km | Sébastien Loeb  | 16:43.5 | 91,3 km/h   | Petter Solberg |
| 2 (21 MAR) | SS8  | 11:06 | Duarte – Otates 1               | 24.22 km | Marcus Grönholm | 18:11.5 | 79,9 km/h   | Petter Solberg |
| 2 (21 MAR) | SS9  | 12:17 | Derramadero – Chichimequillas 1 | 23.55 km | Petter Solberg  | 14:03.1 | 100,6 km/h  | Petter Solberg |
| 2 (21 MAR) | SS10 | 15:10 | El Zauco – Mesa 2               | 25.45 km | Petter Solberg  | 16:28.5 | 92,7 km/h   | Petter Solberg |
| 2 (21 MAR) | SS11 | 16:33 | Duarte – Otates 2               | 24.22 km | Petter Solberg  | 18:00.0 | 80,7 km/h   | Petter Solberg |
| 2 (21 MAR) | SS12 | 17:24 | Derramadero – Chicimequillas 2  | 23.55 km | Sébastien Loeb  | 13:49.9 | 102,2 km/h  | Petter Solberg |
| 3 (13 MAR) | SS13 | 09:17 | Comanjilla – Chicimequillas     | 18.26 km | Sébastien Loeb  | 10:08.8 | 108,0 km/h  | Petter Solberg |
| 3 (13 MAR) | SS14 | 10:25 | Alfaro – El Establo             | 44.38 km | Sébastien Loeb  | 28:29.1 | 93,5 km/h   | Petter Solberg |

## Wyniki[2]
| Lp.     | Kierowca             | Pilot               | Samochód                 | Czas      | Strata  | Grupa | Punkty |
| WRC     | WRC                  | WRC                 | WRC                      | WRC       | WRC     | WRC   | WRC    |
| ------- | -------------------- | ------------------- | ------------------------ | --------- | ------- | ----- | ------ |
| 1.      | Petter Solberg       | Phil Mills          | Subaru Impreza WRC 05    | 3:41:06.2 | 0.0     | A8 M  | 10     |
| 2.      | Marcus Grönholm      | Timo Rautiainen     | Peugeot 307 WRC          | 3:41:40.7 | 34.5    | A8 M  | 8      |
| 3.      | Markko Märtin        | Michael Park        | Peugeot 307 WRC          | 3:42:44.5 | 1:38.3  | A8 M  | 6      |
| 4.      | Sébastien Loeb       | Daniel Elena        | Citroën Xsara WRC        | 3:44:57.3 | 3:51.1  | A8 M  | 5      |
| 5.      | Harri Rovanperä      | Risto Pietiläinen   | Mitsubishi Lancer WRC 05 | 3:45:04.3 | 3:58.1  | A8 M  | 4      |
| 6.      | Toni Gardemeister    | Jakke Honkanen      | Ford Focus RS WRC 04     | 3:45:11.8 | 4:05.6  | A8 M  | 3      |
| 7.      | Antony Warmbold      | Michael Orr         | Ford Focus RS WRC 04     | 3:47:07.2 | 6:01.0  | A8    | 2      |
| 8.      | Gilles Panizzi       | Hervé Panizzi       | Mitsubishi Lancer WRC 05 | 3:47:07.9 | 6:01.7  | A8 M  | 1      |
| 9.      | Armin Schwarz        | Klaus Wicha         | Škoda Fabia WRC          | 3:49:11.5 | +8:05.3 | A8 M  |        |
| JWRC    |                      |                     |                          |           |         |       |        |
| 1.(11.) | Guy Wilks            | Phil Pugh           | Suzuki Ignis S1600       | 4:03:00.1 | 0.0     | A6    | 10     |
| 2.(14.) | Per-Gunnar Andersson | Jonas Andersson     | Suzuki Ignis S1600       | 4:12:04.4 | 9:04.3  | A6    | 8      |
| 3.(17.) | Luca Cecchettini     | Massimo Daddoveri   | Fiat Punto S1600         | 4:30:12.1 | 27:12.0 | A6    | 6      |
| 4.(19.) | Pavel Valoušek       | Pierangelo Scalvini | Suzuki Ignis S1600       | 4:39:22.1 | 36:22.0 | A6    | 5      |

1. ↑  Litera M przy oznaczeniu grupy do której należy samochód oznacza, iż tylko ci kierowcy zdobywali punkty dla swoich zespołów liczonych w klasyfikacji producentów na koniec sezonu.

## Nie ukończyli
- François Duval – (SS14)
- Daniel Solà – (SS11)
- Chris Atkinson – (SS14)
- Roman Kresta – (SS9)

## Klasyfikacja po 3 rundach
Tabele przedstawiają tylko pięć pierwszych miejsc.

### Kierowcy
| Lp. | Kierowca          | Pkt |
| --- | ----------------- | --- |
| 1   | Petter Solberg    | 20  |
| 2   | Toni Gardemeister | 17  |
| 3   | Markko Märtin     | 19  |
| 4   | Sébastien Loeb    | 15  |
| 5   | Marcus Grönholm   | 12  |

### Producenci
| Lp. | Producent                | Pkt |
| --- | ------------------------ | --- |
| 1   | Malboro Peugeot Total    | 31  |
| 2   | BP Ford World Rally Team | 23  |
| 3   | Mitsubishi Motors        | 23  |
| 4   | Subaru World Rally Team  | 20  |
| 5   | Citroën Total            | 16  |